# Fantasía de cuentos de hadas
La fantasía de cuentos de hadas se distingue de otros subgéneros de la fantasía por el uso intensivo de motivos y, a menudo, tramas provenientes del folclore en las obras.

## Historia

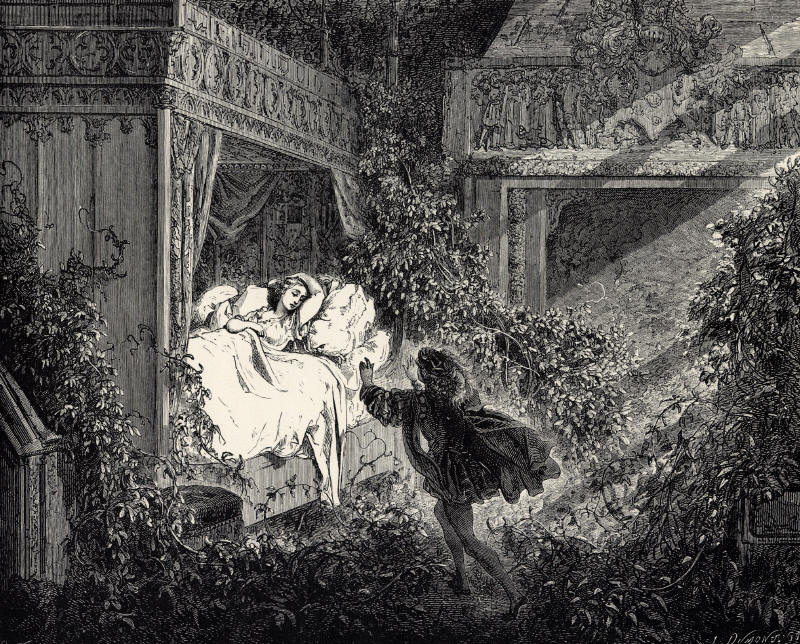
"La Belle au bois dormant" (La bella durmiente) de Perrault, ilustración de Gustave Doré

Los cuentos de hadas literarios no eran desconocidos en la época romana: Apuleyo incluyó varios en Las metamorfosis. Giambattista Basile volvió a contar muchos cuentos de hadas en el Pentamerón, una narración enmarcadada aristocrática y con cuentos aristocráticos recontados. A partir de ahí, el cuento de hadas literario fue retomado por escritores franceses de 'salón' del París del siglo XVII (Madame d'Aulnoy, Charles Perrault, etc.) y por otros escritores que retomaron los cuentos populares de sus épocas y los desarrollaron en formas literarias. Los hermanos Grimm, a pesar de que sus intenciones eran las de restaurar los cuentos que recopilaron, también transformaron los Märchen que recopilaron en Kunstmärchen .
Estas historias no se consideran fantasías, sino cuentos de hadas literarios, incluso de manera retrospectiva, pero a partir de este inicio, el cuento de hadas siguió siendo una forma literaria y las fantasías de cuentos de hadas fueron una ramificación. Las fantasías de cuentos de hadas, al igual que otras fantasías, hacen uso de las convenciones de prosa, caracterización o escenario de la escritura novelística. La línea divisoria precisa no está bien definida, pero se aplica incluso a las obras de un solo autor: Lilith y Fantastes de George MacDonald se consideran fantasías, mientras que sus "La princesa de la luz", "La llave de oro" y "La Mujer sabia" son comúnmente llamados cuentos de hadas.

## Resumen del género
Este género puede incluir cuentos de hadas modernos, que utilizan motivos de cuentos de hadas en tramas originales, como El maravilloso mago de Oz o El Hobbit, así como versiones nuevas de cuentos de hadas clásicos en tonos eróticos, violentos o más orientados a adultos  (muchos de los cuales, en muchas variantes, originalmente estaban destinados a una audiencia de adultos, o a una audiencia mixta de todas las edades), como la serie de cómics Fábulas. También puede incluir cuentos de hadas a cuya trama se le agregan caracterizaciones, escenarios y tramas más completas, para formar una novela para niños o para adultos jóvenes.
Muchas fantasías de cuento de hadas son revisionistas, a menudo invirtiendo los valores morales de los personajes involucrados. Esto puede hacerse bien por el interés estético intrínseco o bien por exploración temática. Los escritores y escritoras también pueden hacer que la magia en el cuento de hadas sea autoconsistente en una nueva versión de la fantasía, basándose en la extrapolación tecnológica en una ciencia ficción, o explicándola en una obra de ficción contemporánea o histórica.
Otras formas de fantasía, especialmente la fantasía cómica, pueden incluir motivos de cuentos como elementos parciales, como en el caso de Mundodisco de Terry Pratchett, que contiene una bruja que vive en una casa de jengibre, o en el de Enchanted Forest de Patricia Wrede, que está llena de princesas y príncipes tratando para encajar en los roles de cuento de hadas que se les han asignado.
Los escenarios de las fantasías de cuentos de hadas, como los de los cuentos de hadas de los que derivan, pueden deberse menos a un ejercicio de construcción de mundos que a la lógica de los cuentos populares. Los príncipes pueden vagar por el bosque y regresar con una novia sin que se tengan en cuenta todos los efectos políticos de los matrimonios reales. Un motivo cómico común es el de un mundo en el que tienen lugar todos los cuentos de hadas y todos los personajes son conscientes de su papel en la historia, en ocasiones incluso rompiendo la cuarta pared.
Otros escritores pueden desarrollar un mundo de manera tan completa como ocurre en otros subgéneros, generando así una obra que también se base en el escenario, como una alta fantasía, una fantasía histórica o una fantasía contemporánea .
Entre los autores y autoras que han trabajado en este género se incluyen varias figuras tales como Oscar Wilde, Kathryn Davis, A. S. Byatt, Italo Calvino, Donald Barthelme, Robert Coover, Margaret Atwood, Kate Bernheimer, James Thurber, Isaac Bashevis Singer, Rikki Ducornet, Robert Bly, Katie Farris y Annette Marie Hyder .